# Polityka (tygodnik)

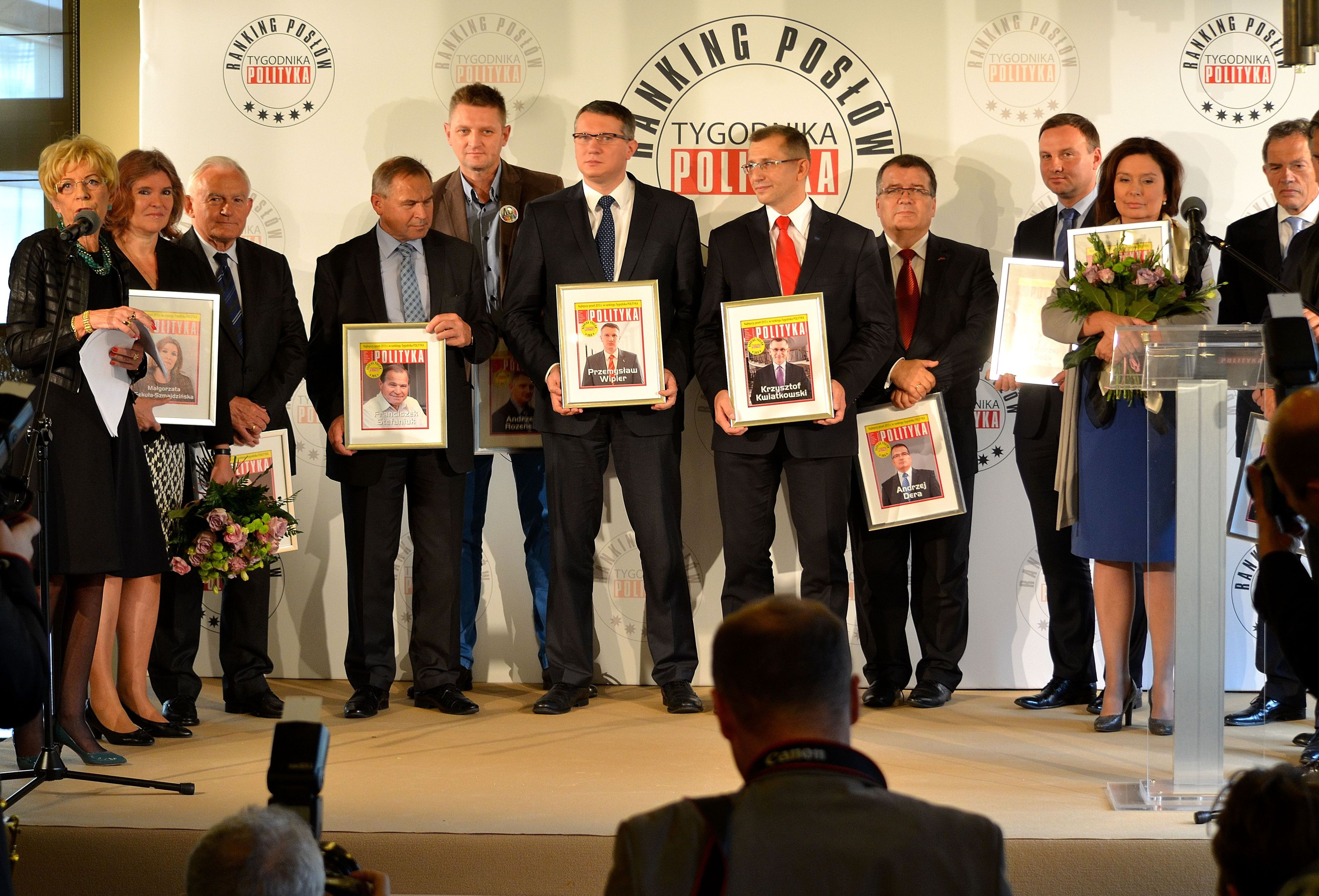
Uroczystość wręczenia wyróżnień najlepszym posłom 2013 w rankingu tygodnika „Polityka” w Nowym Domu Poselskim

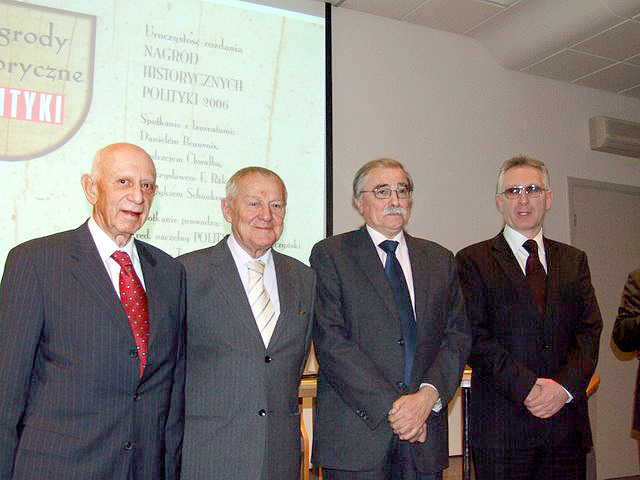
Henryk Schönker, Mieczysław Rakowski, Daniel Beauvois i Andrzej Chwalba podczas przyznawania Nagrody Historycznej Polityki w 2006

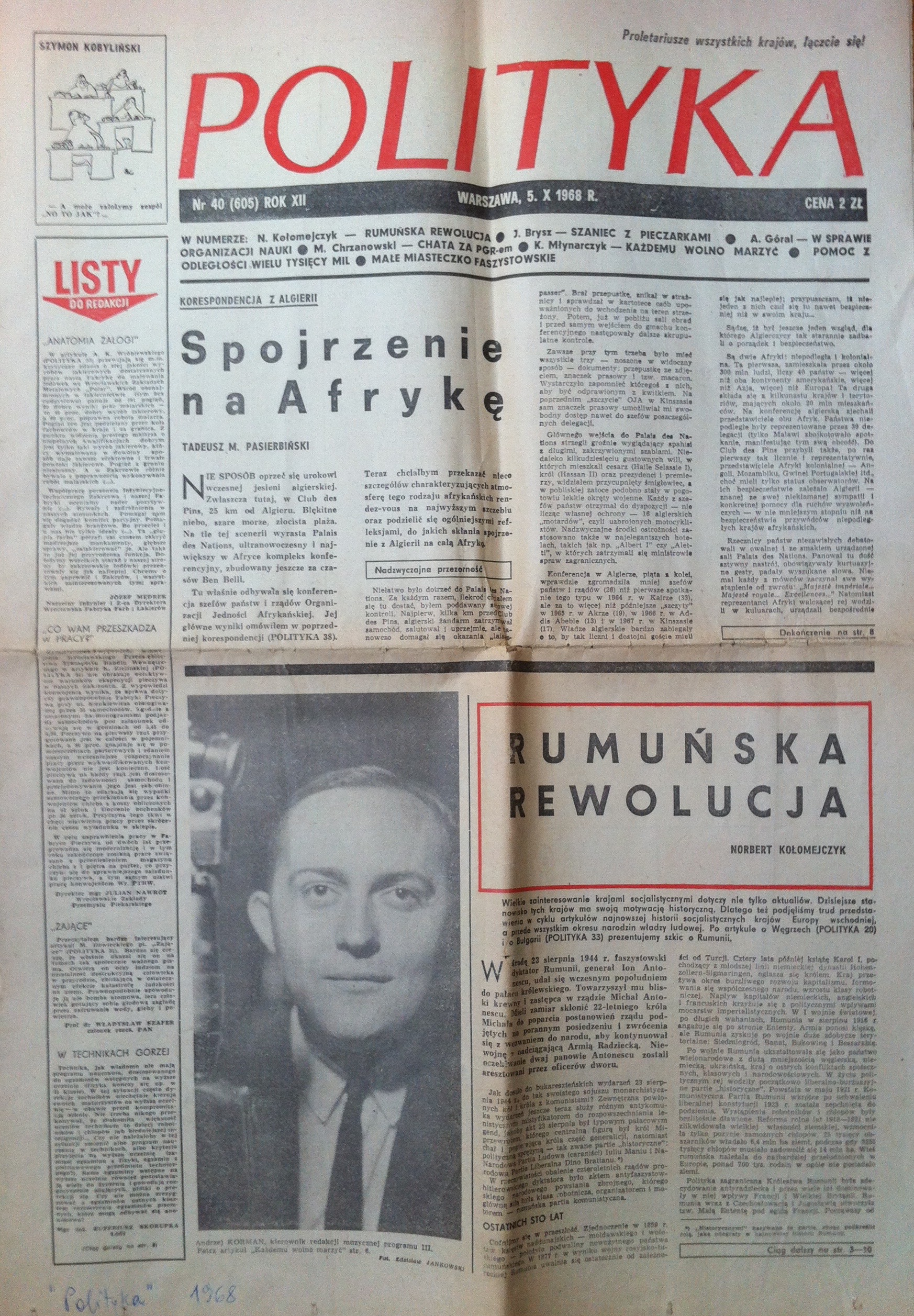
Egzemplarz „Polityki” z 5 października 1968

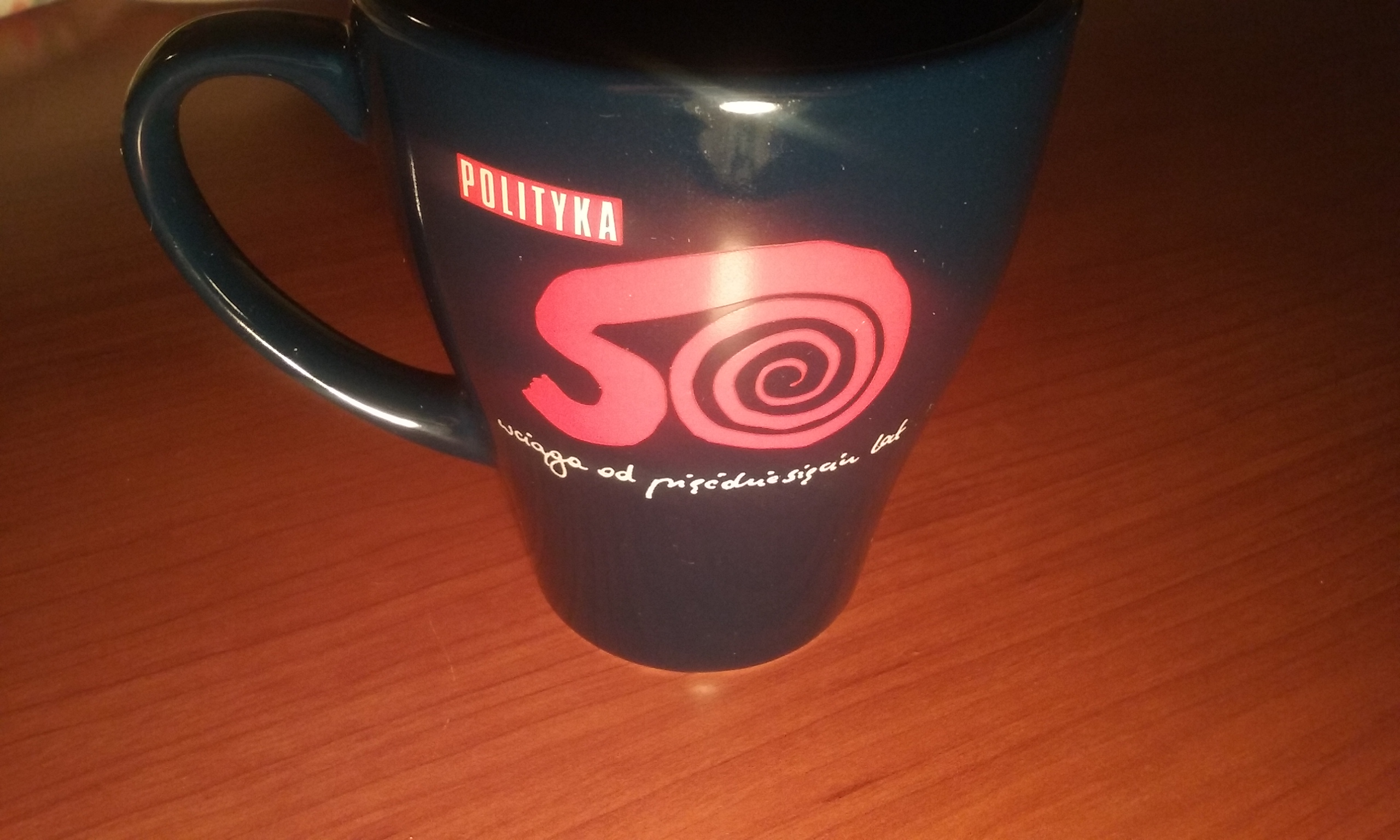
Pamiątkowy kubek redakcyjny z 2007, wyprodukowany na pięćdziesięciolecie tygodnika „Polityka”

Polityka – polski opiniotwórczy tygodnik społeczno-polityczny o charakterze liberalno-lewicowym, wydawany od 1957 w Warszawie. „Polityka” utrzymuje się na czołowych miejscach pod względem wielkości sprzedaży wśród polskich tygodników opinii.

## Historia

### PRL
2 stycznia 1957 Sekretariat Komitetu Centralnego Polskiej Zjednoczonej Partii Robotniczej podjął decyzję o utworzeniu tygodnika społeczno-politycznego. 1 lutego tego samego roku powstało Wydawnictwo Prasowe „Polityka”, podlegające Zarządowi Głównemu Robotniczej Spółdzielni Wydawniczej „Prasa”. Pierwszy numer nowego pisma ukazał się 27 lutego 1957 (tydzień wcześniej wydano numer próbny), jego redaktorem naczelnym został Stefan Żółkiewski. Wraz z dziennikiem „Trybuna Ludu” tygodnik „Polityka” był organem prasowym Polskiej Zjednoczonej Partii Robotniczej, miał być tubą propagandową przemian zachodzących na szczytach władzy po okresie tzw. odwilży, zastępując cieszący się słabnącym poparciem tygodnik „Po prostu”. Posiadała nagłówek Proletariusze wszystkich krajów łączcie się! (usunięty w 1990). Obok Żółkiewskiego członkami pierwszego zespołu redakcyjnego tygodnika zostali m.in. Jerzy Putrament, Andrzej Werblan, Mieczysław Rakowski, Adam Schaff, okazjonalnie współpracowali z pismem Władysław Broniewski, Leon Kruczkowski i Oskar Lange. W odróżnieniu jednak od „Trybuny Ludu” na łamach „Polityki” dopuszczano (w ramach obowiązującej cenzury) opinie nie do końca zgodne z oficjalną linią polityczną partii.
Przez pierwsze kilka lat istnienia „Polityka” nie cieszyła się popularnością, kojarzona była z „antypaździernikowymi” nurtami w Partii, sytuacji nie poprawiło zawieszenie wydawania „Po prostu” po wakacjach 1957. Mało satysfakcjonujące były także wyniki sprzedaży; podczas gdy „Po prostu” osiągało przed upadkiem nakład rzędu 150 tys. egzemplarzy, „Polityka” z trudem osiągała sprzedaż na poziomie 18 tys. egzemplarzy. 17 maja 1958 nastąpiła zmiana na stanowisku redaktora naczelnego – Stefan Żółkiewski objął redakcję tygodnika „Nowa Kultura”, a nowym redaktorem naczelnym „Polityki” został Mieczysław Rakowski, który sprawował tę funkcję do 1982. W ciągu kilku lat skompletowany został nowy skład redakcyjny, w którym znaleźli się: Tadeusz Drewnowski, Dariusz Fikus, Mieczysław Górski, Ryszard Kapuściński, Jerzy Kleer, Andrzej Mozołowski, Daniel Passent, Zygmunt Szeliga, Jerzy Śmietański, Marian Turski, Jerzy Urban, Andrzej Krzysztof Wróblewski, Henryk Zdanowski. Przyjście do redakcji Mariana Turskiego wiązało się z rozpoczęciem przyznawania, począwszy od 1959, Nagród Historycznych „Polityki”. W kwietniu 1959 „Polityka” wchłonęła miesięcznik „Świat i Polska”, a miesiąc później zajęła siedzibę tego pisma w kamienicy w Alejach Jerozolimskich.
W czasie jubileuszu Tysiąclecia Państwa Polskiego (1966) tygodnik „Polityka” zorganizował wśród swoich czytelników wielką akcję zbierania książek do bibliotek szkolnych nowo powstających szkół tysiąclecia.

### Od 1989
W 1990 tygodnik wydzielił się z koncernu Robotnicza Spółdzielnia Wydawnicza „Prasa-Książka-Ruch” i był od tego czasu wydawany przez własną spółdzielnię „Polityka” – Spółdzielnia Pracy. 28 września 2012 walne zgromadzenie spółdzielni podjęło decyzję o przekształceniu jej w spółkę komandytowo-akcyjną.
Od 1992 „Polityka” przyznaje doroczne nagrody dla wybitnych twórców kultury Paszporty „Polityki”. Organizuje również akcję fundowania stypendiów dla młodych obiecujących naukowców „Zostańcie z nami”.
W 1995 tygodnik zmienił formułę wydawniczą i stał się kolorowym magazynem. Obecnie jest wydawany w nakładzie ok. 127 tys. egz. (stan na styczeń 2020). Pod względem wielkości sprzedaży „Polityka” od 2004 do 2010 zajmowała pierwsze miejsce wśród polskich tygodników opinii (średnia sprzedaż w 2004 – 190 254 egz., a w 2010 – 143 089 egz.). W 2010 wyprzedził ją „Gość Niedzielny”.
Tematyka obejmuje wydarzenia polityczne, gospodarcze, naukowe i kulturalne Polski, Europy i świata – bieżące komentarze i pogłębione analizy, jak też felietony i reportaże. Tygodnik korzysta ze wsparcia szerokiego zespołu autorów, w tym wielu osób z tytułami naukowymi i znanych intelektualistów, a także licznych korespondentów zagranicznych.
„Polityka” zyskała uznanie na świecie publikując w 1961 pięć odcinków pamiętników zbrodniarza hitlerowskiego Adolfa Eichmanna, wykradzionych przez niemieckich antyfaszystów od brata Eichmanna i przekazanych redakcji (oprócz „Polityki” fragmenty tych pamiętników uzyskał jedynie „Life”). Nakład pisma wzrósł w tym okresie dwukrotnie.
Postanowieniem Prezydenta RP Aleksandra Kwaśniewskiego z 5 marca 1997 grupa dziennikarzy z tygodnikiem została odznaczona krzyżami Orderu Odrodzenia Polski w uznaniu wybitnych zasług w działalności publicystycznej i społeczno-kulturalnej.
Od 1998 tygodnik publikuje ranking 10 najlepszych posłów, przygotowywany na podstawie opinii sprawozdawców parlamentarnych.
Od 2012 tygodnik przyznaje doroczne Nagrody Architektoniczne „Polityki”.

## Redaktorzy naczelni
- Stefan Żółkiewski (1957–1958)
- Mieczysław Rakowski (1958–1982)
- Jan Bijak (1982–1994)
- Jerzy Baczyński (od 1994)

## Pracownicy i współpracownicy
- Jacek Żakowski
- Wiesław Władyka
- Mariusz Janicki
- Adam Szostkiewicz
- Cezary Łazarewicz
- Stanisław Tym
- Kuba Wojewódzki
- Marian Turski
- Wawrzyniec Smoczyński
- Joanna Solska
- Edwin Bendyk
- Katarzyna Czajka-Kominiarczuk
- Zdzisław Pietrasik
- Andrzej Mleczko
- Manula Kalicka
- Hanna Krall
- Małgorzata Szejnert
- Sławomir Sierakowski
- Piotr Sarzyński
- Tomasz Zalewski

## Stałe działy
- Raport
- Temat Tygodnia
- Kraj
- Gospodarka
- Świat
- Kultura
- Społeczeństwo
- Nauka
- Historia
- Zdrowie
- Na własne oczy
- Głosy i glosy
- Ludzie i wydarzenia
- Komentarze
- Rozmowa Polityki
- Listy
- Polityka i obyczaje
- Fusy plusy i minusy
- Salon „Polityki”
- Rysunek
- Kawiarnia Literacka

## Siedziba
Na początku redakcja tygodnika mieściła się na XI piętrze Pałacu Kultury i Nauki (1957–1959). Do około 1970 siedziba redakcji mieściła się w Al. Jerozolimskich 37 (1964), w miejscu, gdzie następnie wybudowano hotel „Forum” (od 2002 Novotel Warszawa Centrum). Jej kolejne warszawskie adresy to: ul. Rutkowskiego 5, ul. Dubois 9, ul. Marszałkowska 3/5 (1990), a w latach 1993–2001 ul. Miedziana 11. Od grudnia 2001 redakcja mieści się w rozbudowanej i wyremontowanej przedwojennej kamienicy przy ul. Słupeckiej 6. W tym samym budynku mieszczą się również redakcja dwutygodnika „Forum” i centrum analityczne Polityka Insight.